# Eleição para governador da Luisiana em 2007
A eleição para governador do estado americano da Luisiana em 2007  foi realizada em 20 de outubro. O estado da Luisiana é o unico dos Estados Unidos que o 2º turno é realizado, tanto em eleições estaduais quanto federias. O prazo de apresentação de candidaturas foi limatado para no máximo 6 de setembro. Com a apuração acabada, Bobby Jindal ganhou a eleição no 1º turno com 54%.

## Candidatos
- Walter Boasso senador estadual do 1º distrito da Luisiana entre 2004 a 2008, membro do Partido Democrata, recebeu 17,4% dos votos.
- Foster Campbell foi senador estadual do 36º distrito da Luisiana entre 1975 a 2002, é membro do Partido Democrata, recebeu 12,4% dos votos.
- Vinny Mendoza é membro do Partido Democrata recebeu apenas 2.076 votos, cerca de 0,16%.
- Hardy Parkerson é membro do Partido Democrata recebeu 0,13% dos votos.
- Mary Smith Volentine é membro do Partido Democrata recebeu 0,45% dos votos.
- Bobby Jindal foi representante do 1º distrito congressional da Luisiana, ocupando o cargo entre 2005 a 2008, foi candidato a governador da Luisiana em 2003 obtendo 48,05% dos votos, foi eleito no primeiro turno com 53,91% dos votos.
- T. Lee Horne, III é membro do Partido Libertário, recebeu 0,20% dos votos.
- John Georges membro do partido independente obteve 186.800 votos, cerca de 14,4%.

## Resultados
| Candidatos      | Votos            | Resultado  |
| Bobby Jindal    | 699.672 (53,91%) | Eleito     |
| Walter Boasso   | 226.364 (17,44%) | Não eleito |
| John Georges    | 186.800 (14,39%) | Não eleito |
| Foster Campbell | 161.425 (12,44%) | Não eleito |